# Tokyosoma inflatum
Tokyosoma inflatum är en mångfotingart som först beskrevs av Karl Wilhelm Verhoeff 1942.  Tokyosoma inflatum ingår i släktet Tokyosoma och familjen Diplomaragnidae. Inga underarter finns listade i Catalogue of Life.